# ジェフ・アラム
ジェフ・アラム（Jeff Allam, 1954年12月14日 - ）は、イギリスの元レーシングドライバー。イギリスのエプソムの出身。
現在は、イギリスツーリングカー選手権（BTCC）のドライビングスタンダードアドバイザーを務めている他、エプソムでAllam Motor Servicesのビジネスヘッドとして働いている。これは、シュコダの販売およびサービスであり、ボクスホールサービスディーラーである。ジェフは1987年から冷蔵庫用マグネットを収集しており、100個以上のコレクションを持っている。それらのほとんどは、さまざまな国から彼のファンを介して彼に送られたものでベルギー、パプアニューギニア、モンゴル、ルーマニアなどを含む。彼の野望は、世界各国のを集めること。なお、アラムが1962年、英国で、全国サイクリング能力試験で100％を達成した最初の最年少の子供であるという事実はほとんど知られていない。伝説によれば、それはエプソム・アンド・イーウェルの地方自治体を代表する行政過誤によるものであり、ジェフの1か月後に偉業を達成しスカンソープのスティーブン・ボリルから称賛がなされたという。

## レーシングキャリア
カートレースでレースキャリアを始めたが、アラムはすぐにサルーンカーレースに進む。このレース転向は成功し、主にボクスホールのマシンを駆って多数の優勝を記録して成功を収めた。
1978年にフォード・カプリ 3.0を運転してブリティッシュサルーンカーチャンピオンシップ（後のBTCC）に参戦。初参加でクラスで2位に入賞。自身のチームのアラム・モーターサービスよりボクスホール・フィレンザで参戦していた。
1979年も2年連続でクラス2位を記録。
1981年はローバーのワークスチームであったトム・ウォーキンショー・レーシング（TWR）に移籍してローバー・ヴィテスを運転し、初の優勝を獲得。3勝を上げ、クラス2位（総合7位）に入る。
1982年もTWRローバーのドライブを続け、今回はクラスタイトルを獲得。このシーズンはフランク・シトナーとペアを組んだが、 シトナーはその年の途中でチームを去った。
翌1983年、ローバーチームのスティーブ・ソパーとピート・ラベットと組むと3人のドライバーはその年を席巻し、メーカーの選手権を簡単に獲得、ソパーにドライバーのタイトルをもたらした 。しかし、ローバーがエンジンの設置に関する規則に違反していることが判明したため、規定違反によりローバーチームは失格・ポイント剥奪になってしまう。TWRはチャンピオンシップから除外され、アンディ・ロウズに勝利を渡すこととなった 。
この年イギリスサルーン選手権の参戦を一旦取り止め、国際レースに参戦を開始。この年のル・マン24時間レースでは、ジェームス・ウィーバーとサルーン選手権のローバーチームでもチームメイトだったスティーブ・ソパーと共に、初出場ながらクラス2位を獲得した。
アラムの成功はその後も続き、 1984年のオーストラリアのバサースト1000で新しく新設されたグループAクラスで優勝。コ・ドライバーはヨーロッパツーリングカー選手権（ETCC）でもチームメイトだったアルミン・ハーネ。1986年も、TWRが準備したローバーでシルバーストーンで名門ETCCツーリストトロフィーで優勝し、この時組んだコ・ドライバーは元F1ワールドチャンピオンのデニス・ハルム。
1989年シーズンはTVRタスカンチャレンジのチャンピオンになる 。
バサースト1000は1984年のクラス優勝後も引き続き参戦し、レースの常連となっている。1985年シーズンはTWRのジャガー・XJSでオーストラリアのロン・ディクソンのリードドライバーとなり、チームボスのウォーキンショーの支えで2位となったが、壊れたヘッドライトガラスがジャガーのV12エンジンに侵入し、十分なダメージを与えて3周目に出車。TWR自体が1985年のレースでチームの3番目の車（ハーネとオージー人ジョン・ゴスが運転）を支配し、ウォーキンショーとウィン・パーシーがリードカーで3位になる 。1986年と1987年はバサーストに参戦せず、1988年にウォーキンショー・レーシングの新しい燃料噴射式 ホールデン・VL コモドア SS グループA SVをドライブした。この年はチームボスのトム・ウォーキンショーと組んだが、ウォーキンショーがドライブ中にサスペンショントラブルが発生。わずか5ラップでリタイヤとなってしまった。 オーストラリアのビックレースでローバー、ジャガー 、 ホールデンをドライブした後、アラムは1989年にディック・ジョンソン・レーシングのフォード・シエラRS500をドライブ。1989年には8位でフィニッシュし（チームボスのディック・ジョンソンと通常のオーストラリア国内戦でもジョンソンのチームメイトだったジョン・ボウエがレースに勝った）、1990年に再びジョンソン・シエラでニュージーランド・レーサーのポール・ラディシッチと2位となり、バサーストにおけるアラムのベストフィニッシュとなった。皮肉なことに、1990年のバサースト1000の勝者は、アラン・グライスとウィン・パーシーによってドライブされたホールデン レーシング チーム VL コモドア SS グループA SVであった。優勝車両となったこのコモドアは、1988年のレースでアラムがTWRでドライブした車（再構築された）であった。
1990年、アラムはBTCC（旧ブリティッシュサルーンカーチャンピオンシップ）に戻り、  2.0lクラスに参戦するヴィクリーのBMW・M3をドライブし、シリーズで3位になる。同年4月、世界的に有名なKoopa Troopa Beachトラックで3位に入賞。翌月にはルイージレースウェイコースでシェルカップを獲得した。
1991年シーズンのBTCCは再びボクスホール・キャバリエでボクスホールチームのワークスドライバーとなり、6位でフィニッシュした。 ボクソールチームは、アラムとチームに既に3年間在籍するジョン・クレランドとで1992年2つのレースの勝利で4位と1993年に仕上げ9位でフィニッシュ  1994年にアラムは総合10位に入り、この年までフル参戦。翌年はジェームス・トンプソンに交代した。
翌年はオーストラリアのツーリングカーレース参戦に専念したが、アラムの後任のジェイムス・トンプソンがノックヒルでのクラッシュで負傷したため、トンプソンの代役として2戦のみBTCCに参戦。この年限りで、アラムは現役を引退した。
2004年にアラムはドニントンパークでのBTCCマスターズイベントのドライバーに選ばれた。TOCA Alan J. Gowのディレクターが設定したレースで、かつてのBTCCチャンピオンなどのレジェンドドライバーが登場。 同じセアト・レオン・キュプラをドライブして、16人のドライバーのうち8位で完走した。
2011年5月、BTCCのドライビングスタンダードアドバイザーに任命され、競技者間のオントラックインシデントの調査においてコース担当者を支援している。

## レース記録

### イギリス サルーン/ ツーリングカー選手権
（ キー ）（レースは太字でポールポジションを示している- 1973年から1990年クラス）（ イタリック体のレースは、最速ラップを示している- ？1ポイントを受賞-1989クラスで）
| 年   | チーム                                  | 使用車両                         | クラス | 1        | 2       | 3        | 4      | 5        | 6       | 7         | 8        | 9         | 10       | 11       | 12        | 13      | 14      | 15       | 16       | 17        | 18      | 19      | 20      | 21       | 22    | 23    | 24    | 25    | 総合順位 | ポイント | クラス順位 |
| ---- | --------------------------------------- | -------------------------------- | ------ | -------- | ------- | -------- | ------ | -------- | ------- | --------- | -------- | --------- | -------- | -------- | --------- | ------- | ------- | -------- | -------- | --------- | ------- | ------- | ------- | -------- | ----- | ----- | ----- | ----- | -------- | -------- | ---------- |
| 1977 | アラム・モータースポーツ・サービス      | ボクスホール・フィレンザマグナム | C      | SIL 5    | BRH 5   | OUL 8†   | THR 10 | SIL 8    | THR     | DON 4†    | SIL 7    | DON 5†    | BRH 5    | THR 7    | BRH 4     |         |         |          |          |           |         |         |         |          |       |       |       |       | 4位      | 29       | 2位        |
| 1978 | アラム・モータースポーツ・サービス      | フォード・カプリII 3.0s          | D      | SIL 4    | OUL 4†  | THR 4    | BRH 7† | SIL 3†   | DON 3†  | MAL 3†    | BRH 1    | DON 1†    | BRH 3    | THR 7    | OUL Ret†  |         |         |          |          |           |         |         |         |          |       |       |       |       | NC       | 0        | NC         |
| 1979 | アラム・モータースポーツ・サービス      | フォード・カプリIII 3.0s         | D      | SIL 3    | OUL 5†  | THR 5    | SIL 1  | DON 2    | SIL 6   | MAL 8†    | DON Ret  | BRH Ret   | THR 2    | SNE 1    | OUL 2†    |         |         |          |          |           |         |         |         |          |       |       |       |       | 8位      | 45       | 2位        |
| 1980 | Triplex Esso Motor Team                 | ローバー・3500 S                 | D      | MAL Ret† | OUL 5†  | THR 5    | SIL ?  | SIL DNS  | BRH 1   | MAL †     | BRH ?    | THR 3     | SIL Ret  |          |           |         |         |          |          |           |         |         |         |          |       |       |       |       | NC       | 18       | NC         |
| 1981 | トム・ウォーキンショー・レーシング      | ローバー・3500 S                 | D      | MAL 8†   | SIL 4   | OUL Ret† | THR 5  | BRH 3†   | SIL Ret | SIL 2     | DON Ret† | BRH 1     | THR 1    | SIL 1    |           |         |         |          |          |           |         |         |         |          |       |       |       |       | 7位      | 50       | 2位        |
| 1982 | チーム・サンヨー レーシング with エッソ | ローバー・3500 S                 | A      | SIL 1    | MAL 1†  | OUL 5†   | THR 4  | THR Ret  | SIL 1   | DON 2     | BRH 3    | DON 1     | BRH 3    | SIL 5    |           |         |         |          |          |           |         |         |         |          |       |       |       |       | 4位      | 60       | 1位        |
| 1983 | チーム・サンヨー レーシング with エッソ | ローバー・3500 S                 | A      | SIL 2    | OUL 1   | THR 2    | BRH 2  | THR 2    | SIL Ret | DON Ret   | SIL 3    | DON Ret   | BRH 4    | SIL 1    |           |         |         |          |          |           |         |         |         |          |       |       |       |       | DSQ      | 53       | DSQ        |
| 1986 | TWR – Herbie Clips                      | ローバー・ヴィテス               | A      | SIL      | THR     | SIL      | DON    | BRH 1    | SNE     | BRH       | DON      | SIL       |          |          |           |         |         |          |          |           |         |         |         |          |       |       |       |       | 18位     | 9        | 6位        |
| 1987 | R. A. Potter                            | ローバー・ヴィテス               | A      | SIL      | OUL     | THR      | THR    | SIL      | SIL     | BRH       | SNE      | DON       | OUL 2‡   | DON      | SIL       |         |         |          |          |           |         |         |         |          |       |       |       |       | 25位     | 7        | 11位       |
| 1989 | トラックスター・モータースポーツ        | フォード・シエラRS500            | A      | OUL      | SIL     | THR      | DON 2‡ | THR      | SIL     | SIL       | BRH      | SNE       | BRH      | BIR      | DON       | SIL     |         |          |          |           |         |         |         |          |       |       |       |       | 36位     | 6        | 13位       |
| 1990 | Vic Lee Motorsport                      | BMW・M3                          | B      | OUL      | DON     | THR 8    | SIL 8  | OUL 11   | SIL 10  | BRH 8     | SNE 10   | BRH 9     | BIR 7    | DON 9    | THR 11    | SIL 9   |         |          |          |           |         |         |         |          |       |       |       |       | 6位      | 124      | 3位        |
| 1991 | ボクスホール・スポーツ                  | ボクスホール・キャバリエ         |        | SIL 2    | SNE 4   | DON 5    | THR 2  | SIL 21   | BRH 5   | SIL 8     | DON 1 5  | DON 2 Ret | OUL Ret  | BRH 1 8  | BRH 2 Ret | DON 6   | THR 10  | SIL 8    |          |           |         |         |         |          |       |       |       |       | 6位      | 80       |            |
| 1992 | ボクスホール・スポーツ                  | ボクスホール・キャバリエ         |        | SIL 3    | THR 3   | OUL 3    | SNE 6  | BRH 2    | DON 1 5 | DON 2 Ret | SIL 1    | KNO 1     | KNO 2    | PEM 6    | BRH 1 5   | BRH 2 9 | DON 14  | SIL 2    |          |           |         |         |         |          |       |       |       |       | 4位      | 137      |            |
| 1993 | ボクスホール・スポーツ                  | ボクスホール・キャバリエ         |        | SIL 5    | DON 6   | SNE DNS  | DON 2  | OUL 3    | BRH 1 7 | BRH 2 3   | PEM 10   | SIL 18    | KNO 1 6  | KNO 2 6  | OUL 6     | BRH 15  | THR 13  | DON 1 11 | DON 2 12 | SIL 9     |         |         |         |          |       |       |       |       | 9位      | 67       |            |
| 1994 | ボクスホール・スポーツ                  | ボクスホール・キャバリエ 16v     |        | THR 14   | BRH 1 6 | BRH 2 5  | SNE 6  | SIL 1 12 | SIL 2 9 | OUL 6     | DON 1 6  | DON 2 3   | BRH 1 19 | BRH 2 10 | SIL 7     | KNO 1 4 | KNO 2 5 | OUL 12   | BRH 1 13 | BRH 2 Ret | SIL 1 8 | SIL 2 9 | DON 1 9 | DON 2 13 |       |       |       |       | 10位     | 76       |            |
| 1995 | ボクスホール・スポーツ                  | ボクスホール・キャバリエ 16v     |        | DON 1    | DON 2   | BRH 1    | BRH 2  | THR 1    | THR 2   | SIL 1     | SIL 2    | OUL 1     | OUL 2    | BRH 1    | BRH 2     | DON 1   | DON 2   | SIL      | KNO 1 8  | KNO 2 12  | BRH 1   | BRH 2   | SNE 1   | SNE 2    | OUL 1 | OUL 2 | SIL 1 | SIL 2 | 25位     | 3        |            |

1. ^ -大雨のため、レース中止。

†異なるクラスで2つのレースが開催されるイベント。
‡耐久ドライバー。

### 世界ツーリングカー選手権
（ キー ）（ 太字のレースのポールポジションを示す）（ イタリック体のレースの最速ラップタイムを示しています）
| 年   | チーム                         | 車                                      | 1   | 2   | 3   | 4       | 5   | 6   | 7   | 8   | 9   | 10  | 11  | DC | ポイント |
| ---- | ------------------------------ | --------------------------------------- | --- | --- | --- | ------- | --- | --- | --- | --- | --- | --- | --- | -- | -------- |
| 1987 | トムウォーキンショーレーシング | ホールデン・VL コモドア SS グループA SV | MNZ | JAR | DIJ | NUR Ret | SPA | BNO | SIL | BAT | CLD | WEL | FJI | NC | 0        |

†シリーズポイントの対象外

### オーストラリアスーパーツーリング選手権
（ キー ）（ 太字のレースのポールポジションを示す）（ イタリック体のレースの最速ラップタイムを示しています）
| 年   | チーム                       | 車                 | 1     | 2     | 3       | 4       | 5         | 6       | 7       | 8       | 9         | 10        | 11      | 12      | 13      | 14      | 15    | 16    | 順位 | ポイント |
| ---- | ---------------------------- | ------------------ | ----- | ----- | ------- | ------- | --------- | ------- | ------- | ------- | --------- | --------- | ------- | ------- | ------- | ------- | ----- | ----- | ---- | -------- |
| 1995 | ロスパーマーモータースポーツ | フォード・モンデオ | PHI 1 | PHI 2 | ORA 1 6 | ORA 2 9 | SYM 1 Ret | SYM 2 5 | CAL 1 3 | CAL 2 3 | MAL 1 Ret | MAL 2 Ret | LAK 1 7 | LAK 2 6 | WIN 1 6 | WIN 2 6 | EAS 1 | EAS 2 | 7位  | 62       |

### バサースト1000
| 年     | チーム                             | コ・ドライバー           | 使用車両                                | クラス  | 周回 | 総合順位 | クラス順位 |
| ------ | ---------------------------------- | ------------------------ | --------------------------------------- | ------- | ---- | -------- | ---------- |
| 1984年 | モービル・ローバーレーシング       | アルミン・ハーネ         | ローバー・ヴィテス                      | Group A | 152  | 12位     | 1位        |
| 1985年 | JRA Ltd                            | ロン・ディクソン         | ジャガー・XJS                           | C       | 3    | DNF      | DNF        |
| 1988年 | ホールデン・スペシャルビークス     | トム・ウォーキンショー   | ホールデン・VL コモドア SS グループA SV | C       | 5    | DNF      | DNF        |
| 1989年 | シェル・ウルトラハイ・レーシング   | ロブ・グラヴェット       | フォード・シエラRS500                   | A       | 158  | 8位      | 8位        |
| 1990年 | シェル・ウルトラハイ・レーシング   | ポール・ラディシッチ     | フォード・シエラRS500                   | Div.1   | 161  | 2位      | 2位        |
| 1994年 | アランモファット・エンタープライズ | アンドリュー・ミーデッケ | フォード・EBファルコン                  | A       | 157  | 8位      | 8位        |

### ル・マン24時間レース
| 年   | チーム                 | コ・ドライバー                            | 使用車両     | クラス | 周回 | 総合順位 | クラス順位 |
| ---- | ---------------------- | ----------------------------------------- | ------------ | ------ | ---- | -------- | ---------- |
| 1983 | マツダスピード株式会社 | スティーブ・ソパー ジェームス・ウィーバー | マツダ・717C | C Jr.  | 267  | 18位     | 2位        |